# Swainsona formosa
Swainsona formosa är en ärtväxtart som först beskrevs av George Don jr, och fick sitt nu gällande namn av J.Thompson. Swainsona formosa ingår i släktet Swainsona och familjen ärtväxter. Inga underarter finns listade i Catalogue of Life.

## Bildgalleri

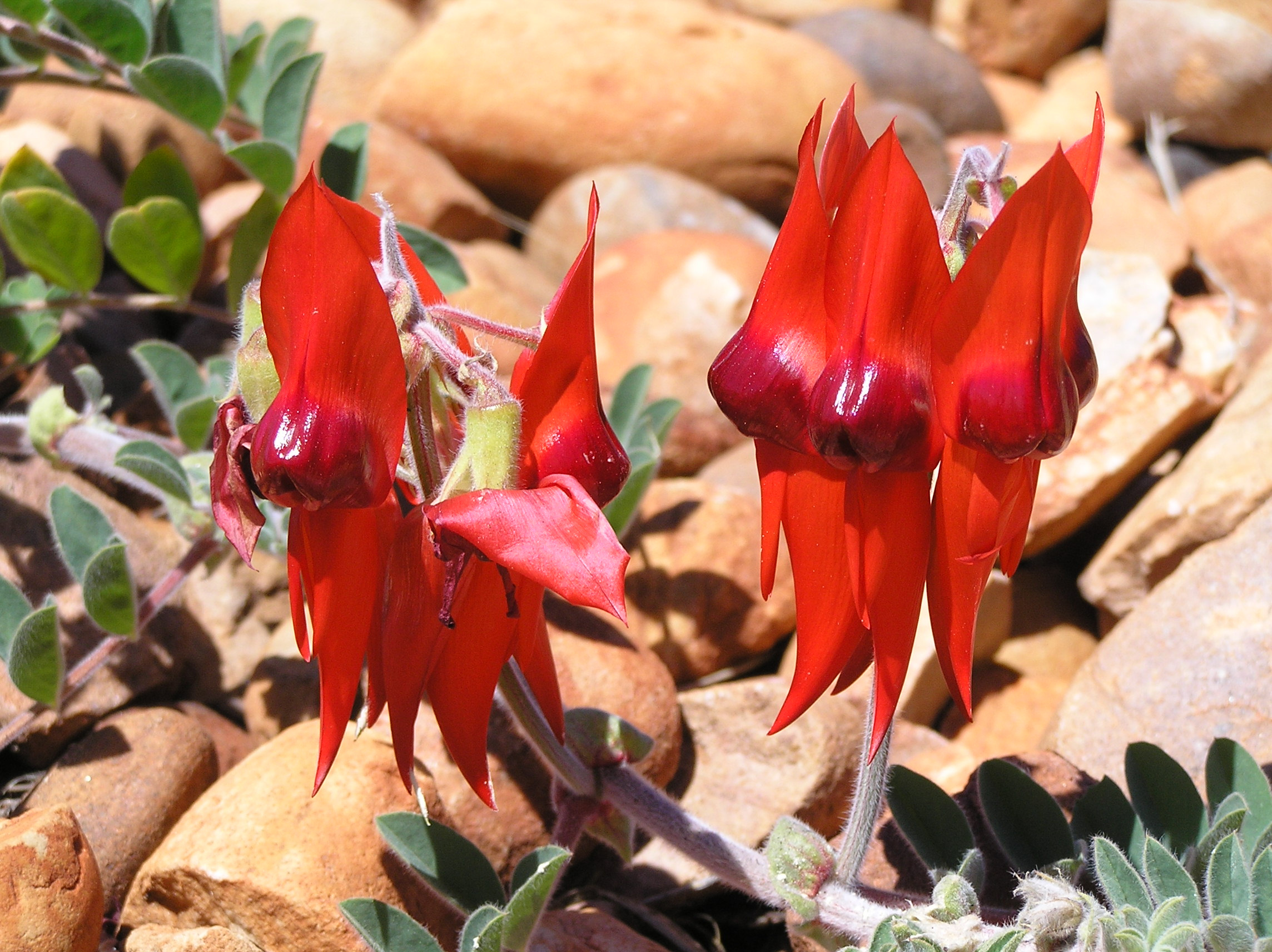
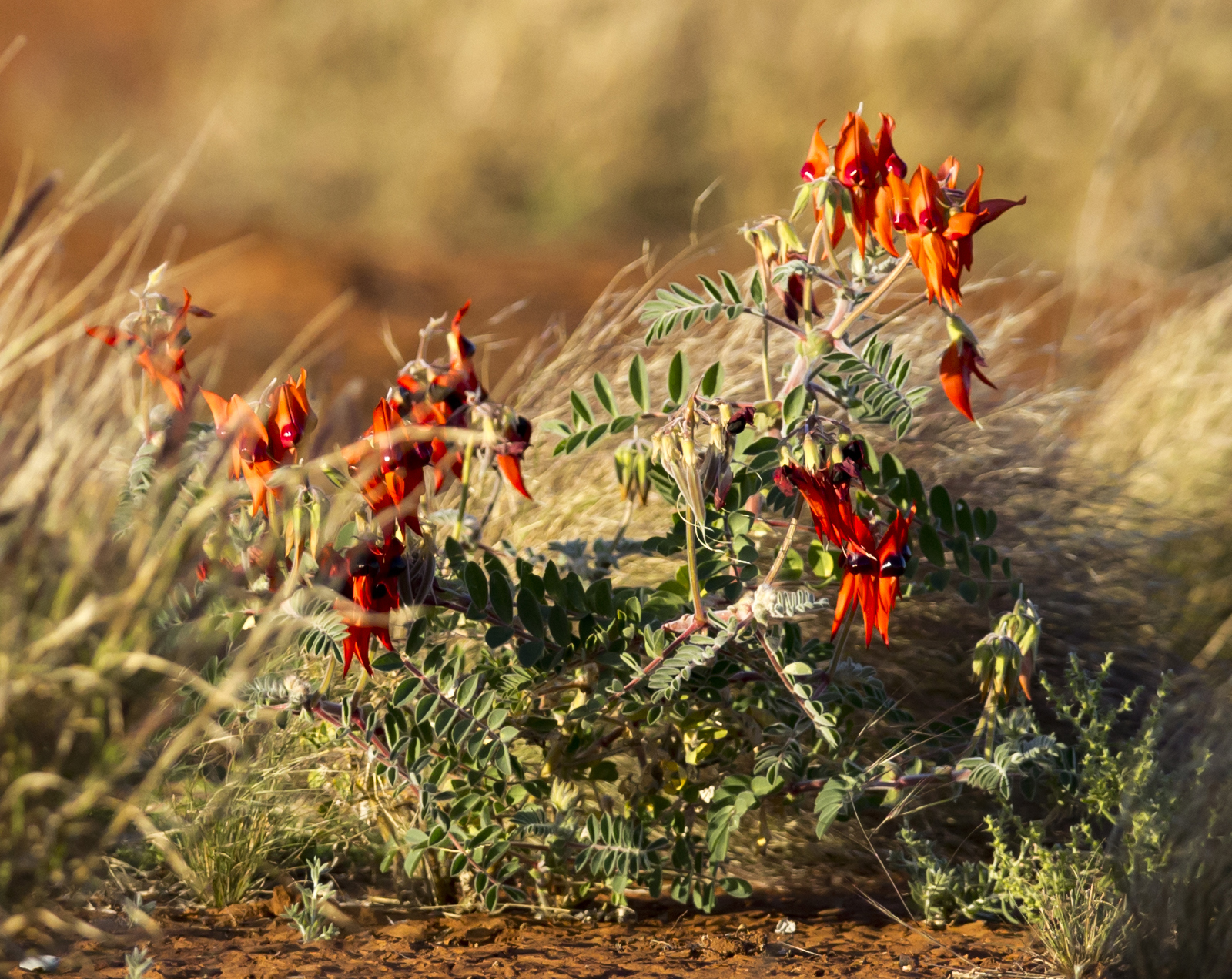
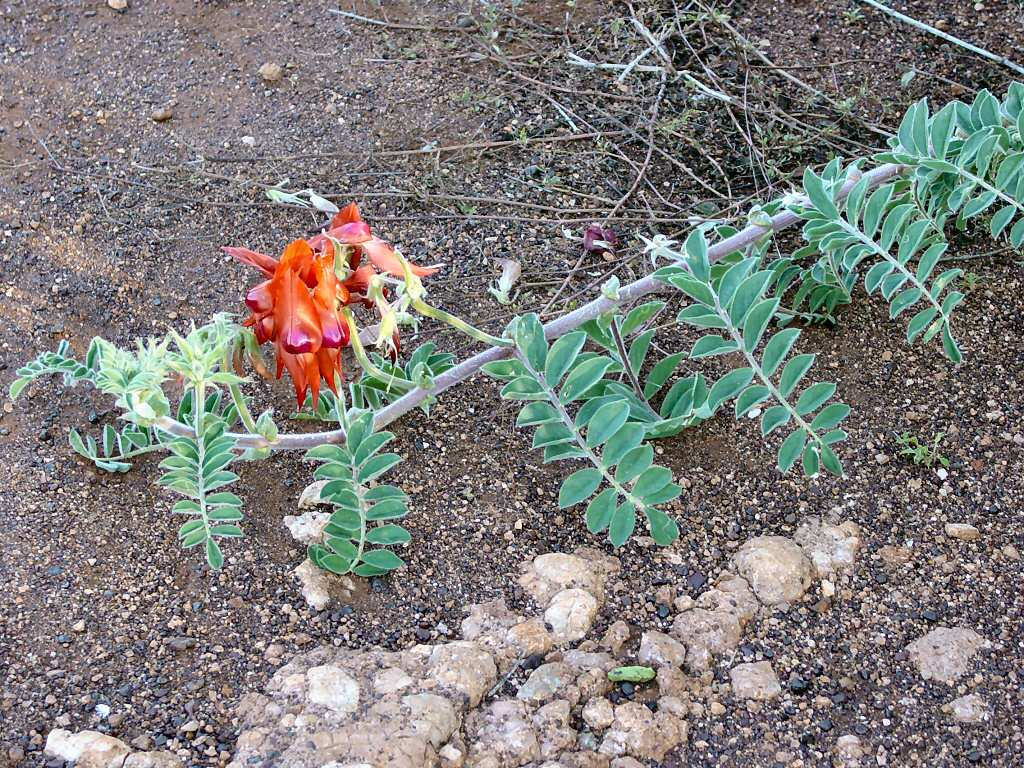
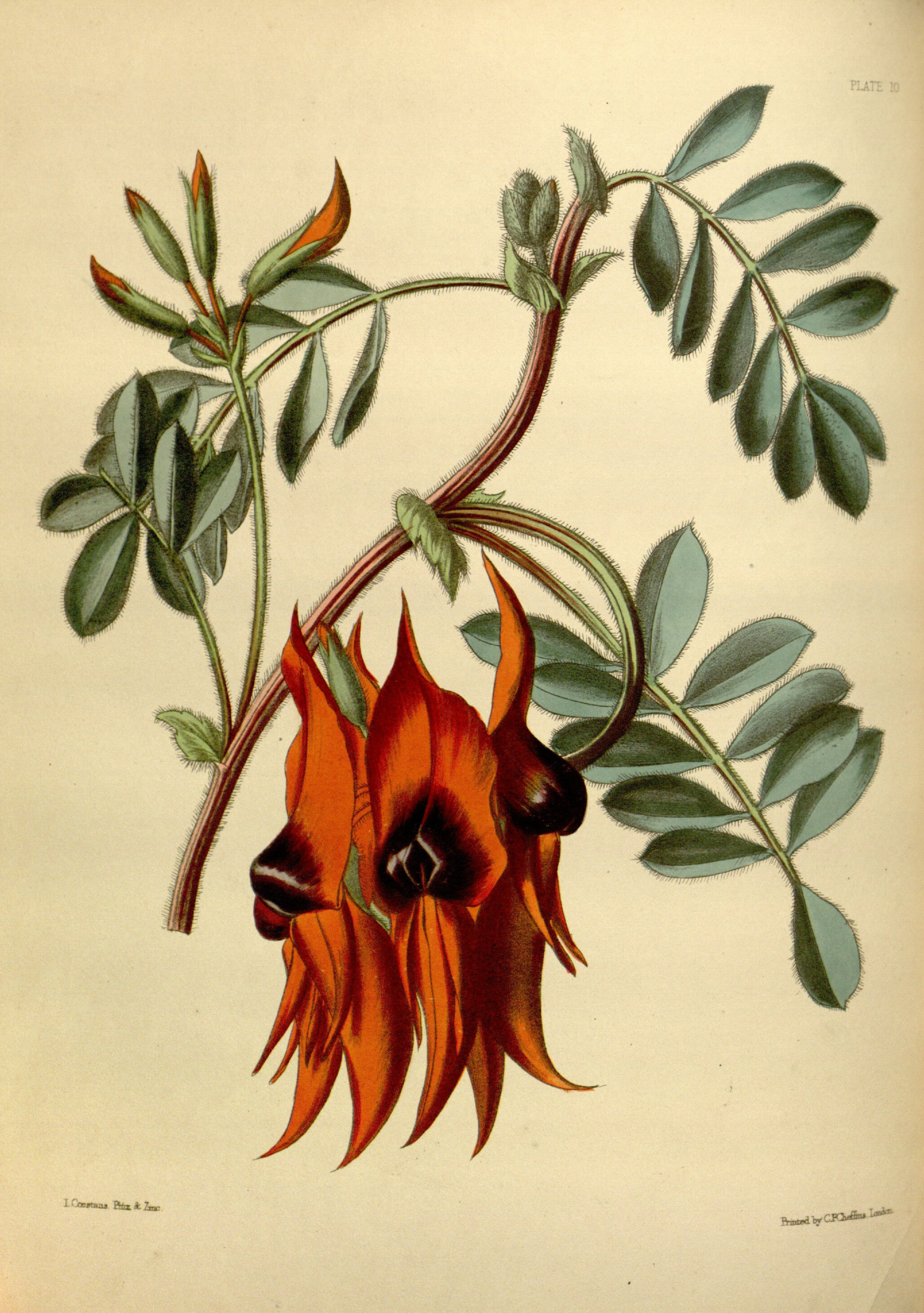
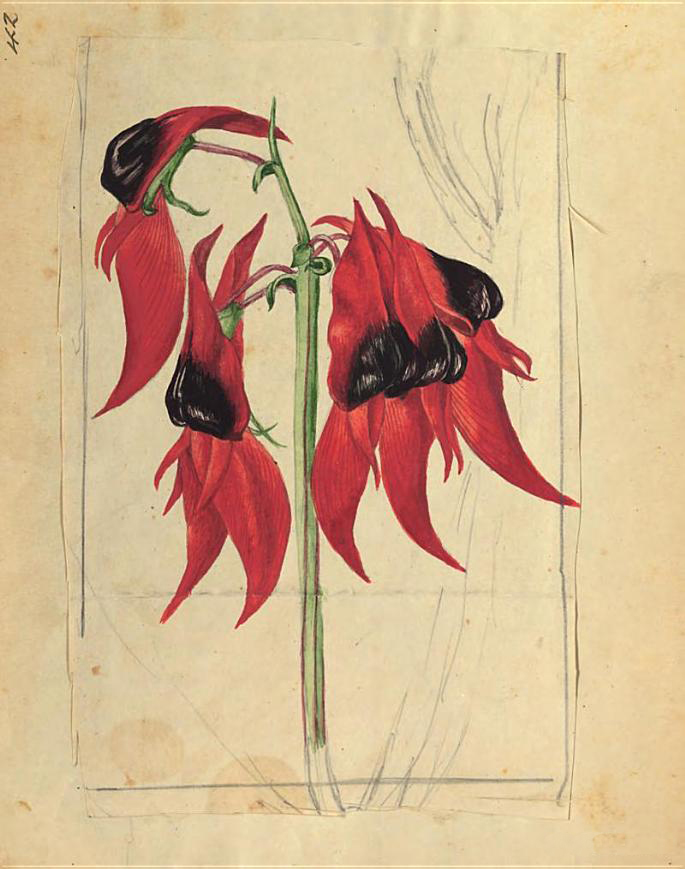
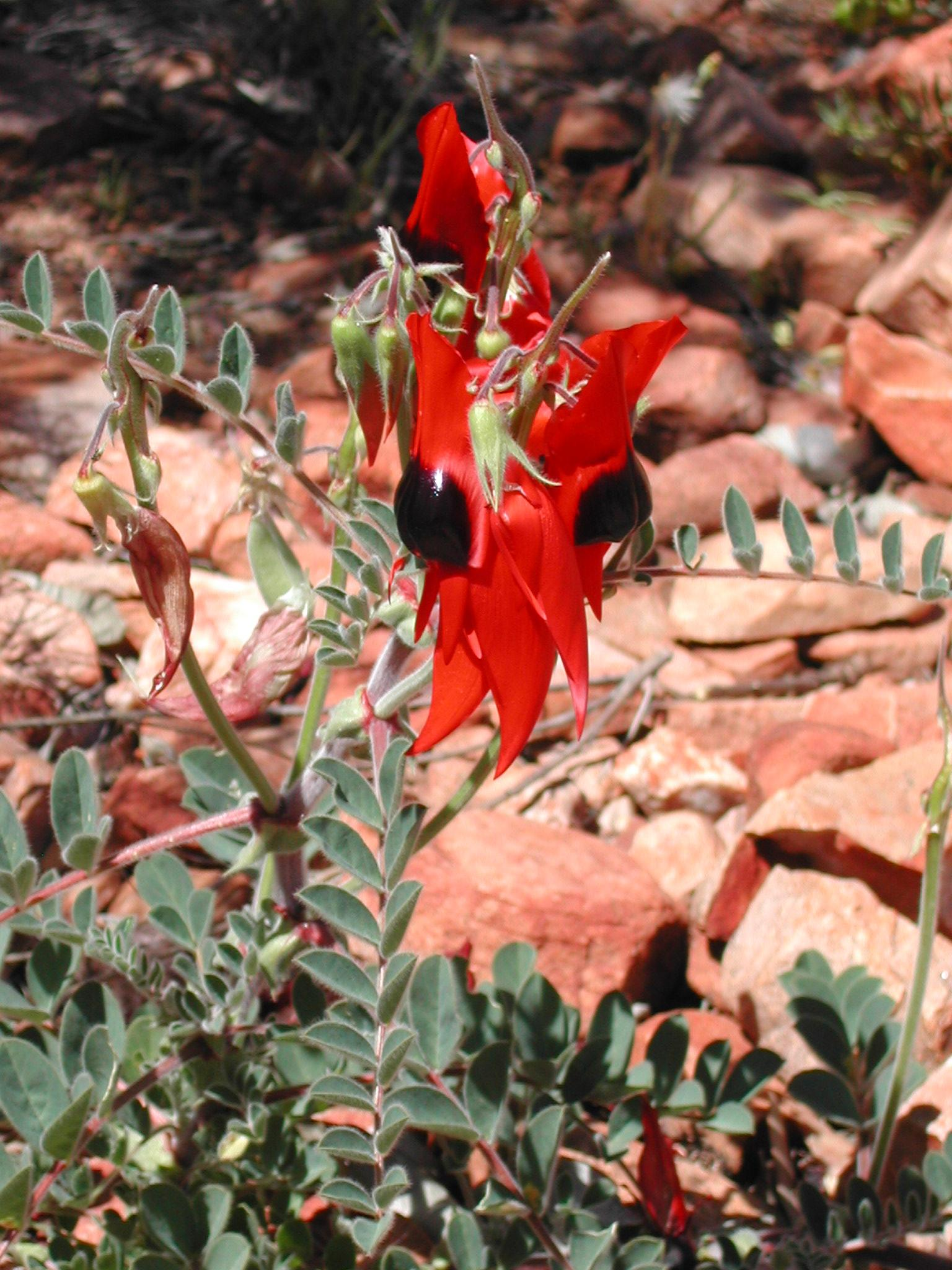